# Cerithium muscarum
Cerithium muscarum is een slakkensoort uit de familie van de Cerithiidae. De wetenschappelijke naam van de soort is voor het eerst geldig gepubliceerd in 1832 door Say.